# 宮崎隆文
宮崎 隆文 （みやざき たかふみ、1962年 - ） は、日本の化学者。学位は学術博士（熊本大学）。富山大学理学部助手、愛媛大学工学部助教授、愛媛大学准教授、愛媛大学教授、岡山大学教授などを歴任した。

## 少年期
1962年、佐賀県生まれ。父は国家公務員（叙勲）で、厳格な家庭で育った。野球で体力作り、児童会長（小学校）、生徒会長（中学校）を務めた。生徒会長選出時は在校生7割以上の得票で新聞にも掲載された。

## 活動
有機半導体、無機‐有機錯体、有機/無機超電導体、層状/層間化合物、金属複合酸化物、金属内包フラーレンなどの極低温（１K以下）～高温（1,500℃以上）、超高真空（10‐10以下）～超高圧（50GPa以上）の幾何構造や電子構造、超電導性を研究した。金属内包フラーレンの研究では、内包金属が正電荷、フラーレンが負電荷に分離した疑似的な原子構造となっていることを光電子分光と理論計算の両面から解析し、量子コンピュータのような分子デバイスへの応用も期待された。一方、実験スキルの向上を目指して、研究実験する上での危険認知とリスク軽減するための実験科学教育にも貢献した。

## 略歴
- 1981年 宮崎県立宮崎大宮高等学校卒業
- 1986年 熊本大学理学部化学科卒業
- 1989年 熊本大学大学院理学研究科修士課程修了
- 1993年 熊本大学大学院自然科学研究科博士課程修了
- 1993年 岡崎国立共同研究機構分子科学研究所特別協力研究員
- 1994年 日本学術振興会特別研究員（ＰＤ 名古屋大学大学院）
- 1995年 富山大学理学部化学科助手
- 1999年 愛媛大学工学部応用化学科助教授
- 2004年 熊本大学理学部非常勤講師
- 2007年 愛媛大学大学院理工学研究科准教授
- 2015年 岡山大学安全衛生推進機構教授
- 2015年 岡山大学安全衛生推進機構副機構長
- 2015年 岡山大学理学部附属界面科学研究施設教授
- 2020年 岡山大学大学院自然科学研究科客員教授・愛媛大学客員教授
- 2021年 愛媛大学客員教授（継続）
- 2024年 愛媛大学客員教授・大学院非常勤講師

## 論文
主な学術論文
1. Mixed-valence TTF Intercalated in Lamellar MnPS3 Crystals, T. Miyazaki, et al., Solid State Commun., 85 (1993) 949-951.
2. Pyridine-intercalated MnPS3 Single Crystals, T. Miyazaki, et al., J. Phys. Chem. Solids, 54 (1993) 1023-1026.
3. UPS study of NiPS3 and FePS3 Crystals by Using Synchrotron Radiation, T. Miyazaki, et al., Chem. Phys., 201 (1995) 539-546.
4. Structure and Catalysis of Layered Rock-salt Type Oxides for Methane Oxidation, T. Miyazaki, et al., Appl. Surf. Science, 121/122 (1997) 492-495.
5. Structure and Catalysis of LixNi2-xO2 Oxide Systems for Oxidative Coupling of Methane, T. Miyazaki, et al. Stud. Surf. Sci. Catal., 110 (1997) 245-254.
6. Photoemission Spectra of LiNiO2 Catalyst for Oxidative Coupling of Methane, T. Miyazaki, et al., Jpn. J. Appl. Phys., 38 (1999) 51-54.
7. On the Behavior of the Selective Oxidation by LiNiO2: Oxidative Coupling of Methane, T. Miyazaki, et al., Res. Chem. Inter., 28 (2002) 479-484.
8. Ultraviolet Photoemission Study of Lithium Nickel Oxide: A Contact of Valence Band Structure and Selective Oxidation, T. Miyazaki, et al., Appl. Cat. A, 338 (2008) 79-82.
9. Ultraviolet Photoelectron Spectra of Mono-metal Endohedral Fullerene Er@C82(I), T. Miyazaki, et al., Chem. Phys., 378 (2010) 11-13.
10. Photoelectron Spectroscopy of Sc3N@C78, S. Hino, T. Miyazaki, et al., J. Phys. Chem. C, 116, 1 (2012) 165-170.